# Red Swan
Red Swan è una canzone del musicista giapponese Yoshiki feat. Hyde. Scritta e prodotta da Yoshiki, è stata utilizzata come sigla di apertura dei primi 12 episodi della terza stagione dell'anime L'attacco dei giganti. Sono state pubblicate due versioni della canzone: quella abbreviata, della durata di 1 minuto e 30 secondi, che è stata pubblicata sulle piattaforme digitali il 23 luglio 2018, e quella completa, pubblicata il 3 ottobre 2018.
Il singolo si è classificato al quarto posto della Oricon Singles Chart e al quinto posto della Billboard Japan Hot 100. Ha anche raggiunto la vetta della iTunes Rock Chart in 10 paesi, diventando la prima canzone legata agli anime nella storia della classifica a raggiungere questo obiettivo. Ha inoltre raggiunto la top 10 nella classifica iTunes mainstream charts in 16 paesi. Nel 2019, la canzone ha vinto il premio Top Japanese Gold Song alla trentesima edizione degli International Pop Poll Awards.

## Contesto e pubblicazione
L'8 luglio 2018, è stato rivelato all'Anime Expo di Los Angeles che gli X Japan avevano collaborato con Hyde del gruppo L'Arc-en-Ciel per creare la sigla della terza stagione dell'anime de L'attacco dei giganti. Red Swan era stata originariamente annunciata come una canzone degli X Japan e avrebbe visto la partecipazione solo di Yoshiki e Sugizo, con Hyde come cantante. Tuttavia, più tardi quel mese fu annunciato che la canzone sarebbe stata accreditata come di "Yoshiki feat. Hyde".
La canzone è ispirata da una parte del singolo degli X Japan del 1994 Rusty Nail. La copertina dell'edizione standard è stata progettata con elementi presenti nella copertina di Rusty Nail, che comprendono il sangue che gocciola dalla bocca di una donna. Il 15 settembre, Yoshiki ha rivelato che Red Swan era stata effettivamente completata pochi giorni prima a Los Angeles. Due giorni dopo, Yoshiki e Hyde hanno eseguito la canzone dal vivo durante il programma musicale Music Station.
Il montaggio televisivo del brano è stato pubblicato sulle piattaforme digitali il 23 luglio 2018, mentre il brano completo è stato pubblicato digitalmente e su CD, in due diverse versioni, il 3 ottobre 2018.

## Accoglienza
Michelle Minikhiem di J-Generation ha definito Red Swan «grandiosa nel modo in cui solo le canzoni scritte da Yoshiki possono essere», con una performance vocale «tormentata dal desiderio» (''aches with longing"). Ha descritto la traccia e le sue «percussioni gonfie, testi appassionatamente romantici e mormorate domande filosofiche sulla vita» come se raccontassero la storia di un amore agrodolce.
Nel 2019, la canzone ha vinto la Top Japanese Gold Song alla trentesima edizione degli International Pop Poll Awards, tenutasi ad Hong Kong.

## Classifiche
Red Swan si è posizionata al quarto posto nella Oricon Singles Chart (rimanendo nella classifica per 19 settimane), al terzo posto nella Oricon Digital Singles Chart, al quinto posto nella Billboard Japan Hot 100. Ha anche raggiunto il sesto posto nella Top Singles chart di Billboard Japan, che si basa solo sulle vendite fisiche, e pure la vetta della classifica Hot Animation chart, sempre di Billboard Japan, che tiene traccia della musica di anime e videogiochi.
Il singolo ha raggiunto la cima alle classifiche iTunes Rock in Giappone, Finlandia, Grecia, Cile, Argentina, Colombia, Messico, Perù, Brasile e Hong Kong, diventando così la canzone relativa agli anime con il posizionamento migliore nella storia della classifica. Ha anche raggiunto il sesto posto nella US Rock chart e l'ottavo nella classifica UK Rock chart. La canzone ha anche raggiunto la top dieci nelle iTunes mainstream charts in 16 paesi.